# Лукнган
Лукнган (вьет. Lục Ngạn) — один из 9 уездов вьетнамской провинции Бакзянг. Расположен в северо-восточной части страны. Столица — город Тю. Площадь — 1012 км². Население по данным на 2003 год составляет 195 989 человек. Плотность населения —193,66 чел/км².